# Lasiopodomys brandtii
Lasiopodomys brandtii är en däggdjursart som först beskrevs av Gustav Radde 1861.  Lasiopodomys brandtii ingår i släktet Lasiopodomys och familjen hamsterartade gnagare. Inga underarter finns listade i Catalogue of Life.

## Utseende
Vuxna exemplar är 10,0 till 14,8 cm långa (huvud och bål), har en 1,8 till 3,0 cm lång svans och väger 23 till 55 g. Bakfötterna är 1,6 till 2,2 cm långa och öronen är 0,7 till 1,3 cm stora. Lasiopodomys brandtii har sandfärgad päls med inslag av grått på ovansidan och vitaktig päls på undersidan. Den korta svansen har en gul färg. Avvikande detaljer av knölarna på kindtändernas kronor skiljer arten från andra släktmedlemmar. Arten har en diploid kromosomuppsättning med 34 kromosomer (2n=34).

## Utbredning
Denna gnagare förekommer i Mongoliet och i angränsande regioner av Ryssland och nordöstra Kina. Arten når i bergstrakter 2000 meter över havet. Habitatet utgörs av stäpper, andra gräsmarker, halvöknar och skogar.

## Ekologi
Lasiopodomys brandtii föredrar områden där växtligheten är 3 till 13 cm hög. Individerna är aktiva på dagen och gräver ett komplext tunnelsystem med flera ingångar, tunnlar och kamrar. Boet kan vara upp till 30 meter lång. I boet lever en familj som lagrar upp till 10 kg föda där. Arten äter främst underjordiska växtdelar.
Arten är dagaktiv men den stannar under vintern nästan hela dagen i boet. Under sommaren tar Lasiopodomys brandtii en paus under dagens hetaste timmar. Honor som klarade en vinter kan under följande år ha 3 till 4 kullar mellan maj och september. Dräktigheten varar i 21 till 23 dagar och sedan föds 2 till 12 ungar. Unga honor som föds under våren (juni eller tidigare) kan ha 1 eller 2 kullar under samma år. Honor som föds senare har sin första kull under nästa vår.
Under parningstiden försvarar varje hane ett revir och överlappning sker endast vid territoriets kanter. Reviret är i genomsnitt 2 500 m² stort. Ungar som föds tidig under året lämnar boet när de är självständiga. Kullar från sensommaren och hösten stannar hos föräldrarna och en övervintrande familj kan ha 4 till 24 medlemmar. Vuxna honor och ungarna försvarar ett revir kring boet där de samlar förrådet för vintern. Detta territorium har allmänt en diameter av 25 meter.

## Lasiopodomys brandtiioch människor
Beroende vilken del av utbredningsområdet som betraktas ökar populationen i stor mängd och periodisk var 3 till 14 år. Under dessa tider betraktas gnagaren som skadedjur som kan överföra sjukdomar till husdjur. Dessa ökningar av beståndet är vanligast i områden där gräsmarken är hård drabbad av betesdjuren. Effekten som stora populationer av Lasiopodomys brandtii har på miljön i dessa regioner är därför obetydlig. Tidvis gjordes försök att minska stora bestånd med hjälp av giftet Bromadiolone men de gav nästan inget resultat. Även rovlevande djur som rävar, mårddjur och Pallaskatt har ingen tydlig inverkan på stora populationer.
IUCN kategoriserar arten globalt som livskraftig.

## Bildgalleri

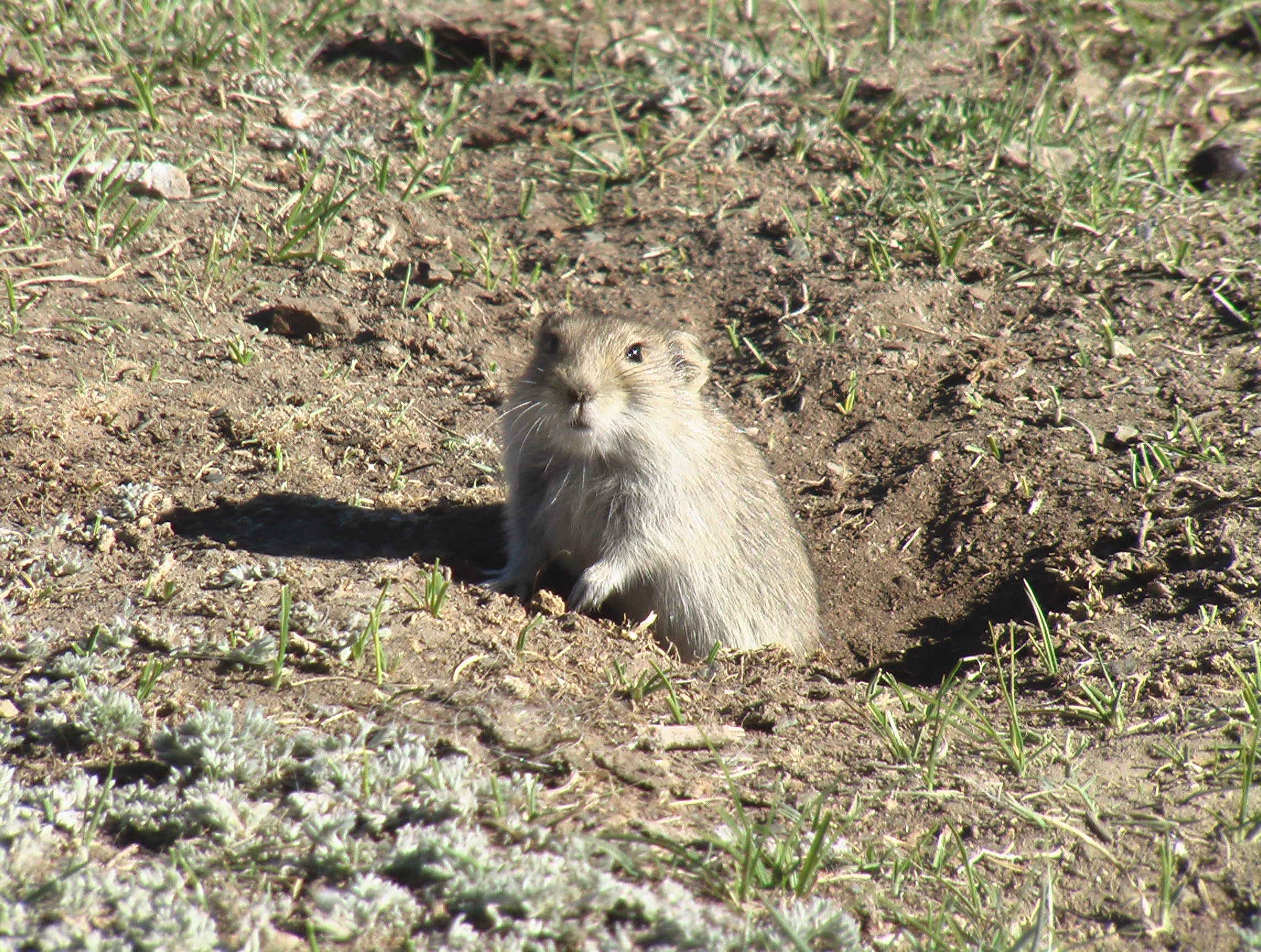